# Fekete-erdő
A Fekete-erdő (németül Schwarzwald) erdővel borított hegyvidék Baden-Württembergben, Németország délnyugati részén. Nyugatról és délről a Rajna völgy határolja. A legmagasabb csúcsa a Feldberg, 1493 méter. A hegység az itt található számos tobozos fa sötét színéről kapta a nevét. Ez Baden-Württemberg legfontosabb turisztikai régiója.

## Földrajz
A Fekete-erdő folyója a Duna, az Enz, a Kinzig, a Murg, a Neckar és a Rench. A Fekete-erdő része annak a kontinentális osztóvonalnak, amely az Atlanti-óceán vízgyűjtő területét és a Fekete-tenger vízgyűjtő területét választja el. A Fekete-erdőből ered a Duna.
Az erdő jórészt fenyőkből áll; ezek között találhatók kereskedelmi célra termesztett monokultúrák is. A fő gazdasági ágazat a turizmus.

## Látnivalók
A Fekete-erdő nyugati szélén népszerű turista-célpontnak számít Freiburg és Baden-Baden. Az erdőség városai közül nevezetesebb Bad Herrenalb, Baiersbronn, Freudenstadt, Gengenbach, Schramberg, Staufen, Titisee-Neustadt és Wolfach. További ismert helyek az olyan hegyek, mint a Feldberg, Belchen, Kandel, illetve Schauinsland; a Titisee és Schluchsee tavak; a Mindszentek-vízesés és a Triberg-vízesés, amely a legmagasabb vízesés Németországban.
A Vogtsbauernhöfe szabadtéri múzeum a környékbeli parasztok életét mutatja be az elmúlt 400 évre vetítve, a Furtwangenben található óramúzeum pedig az iparág történetét mutatja.

## Legmagasabb csúcsok
- Feldberg (1493 m)
- Herzogenhorn (1415 m)
- Belchen (1414 m)
- Schauinsland (1284 m)
- Kandel (1241 m)
- Blauen (1165 m)
- Hornisgrinde (1164 m)

## Képek

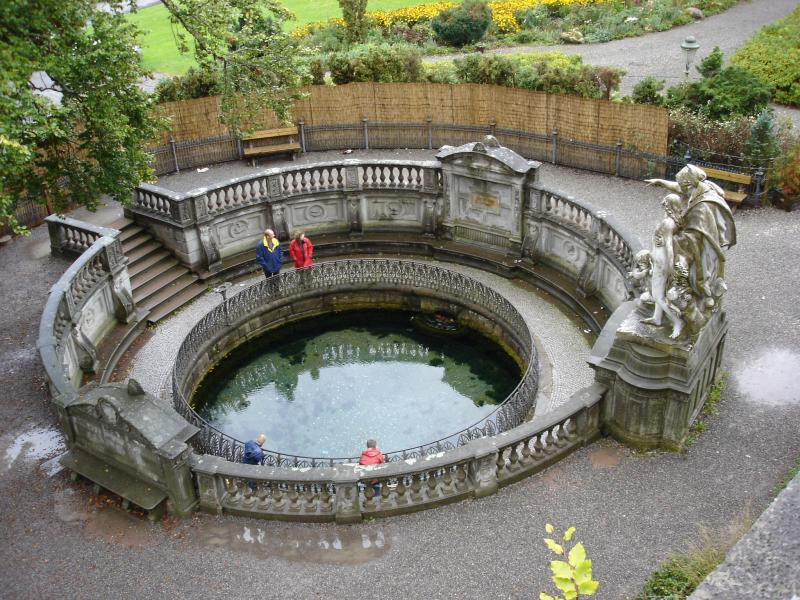
A Duna forráskútja Donaueschingenben
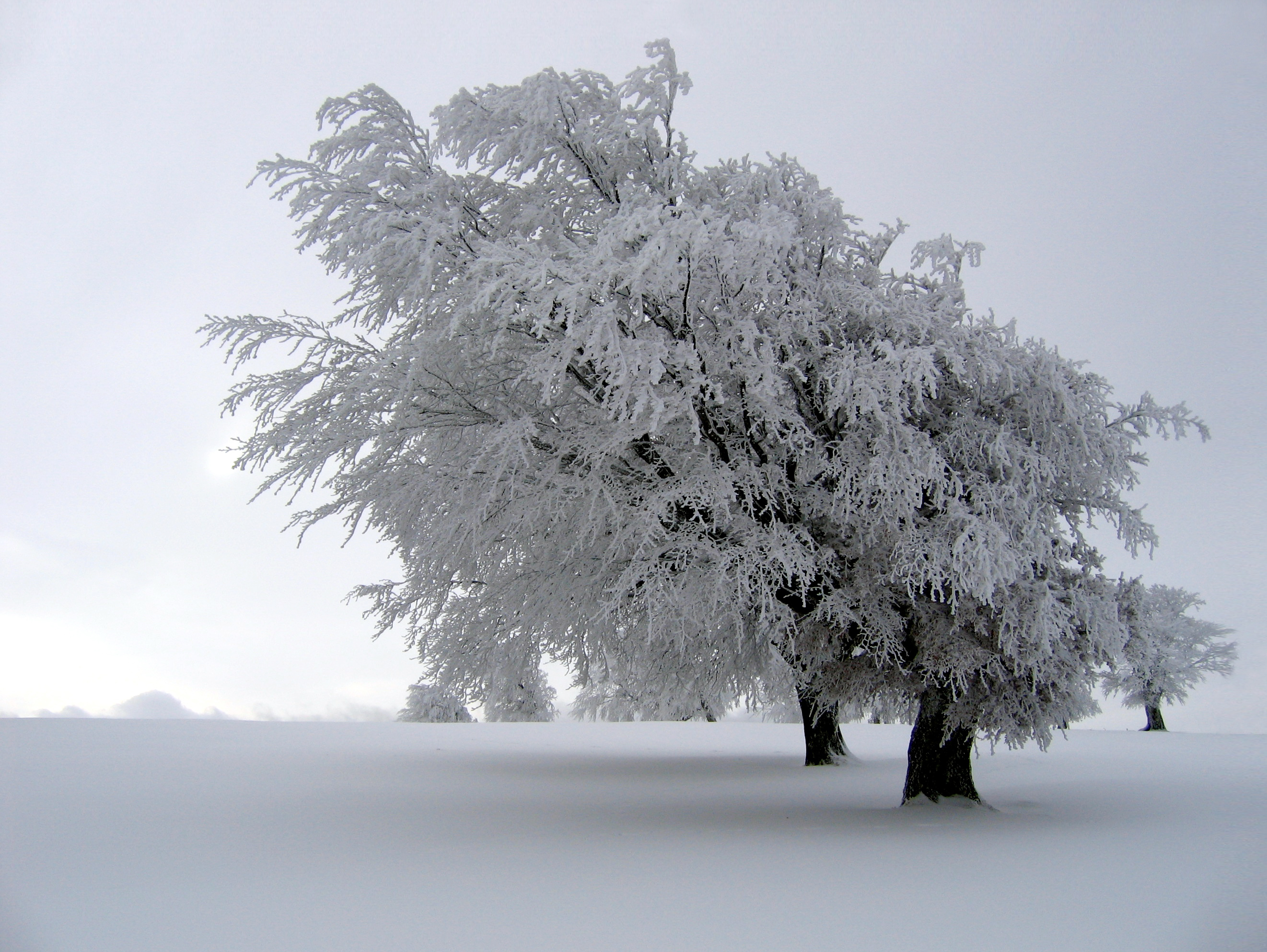
Téli tájkép
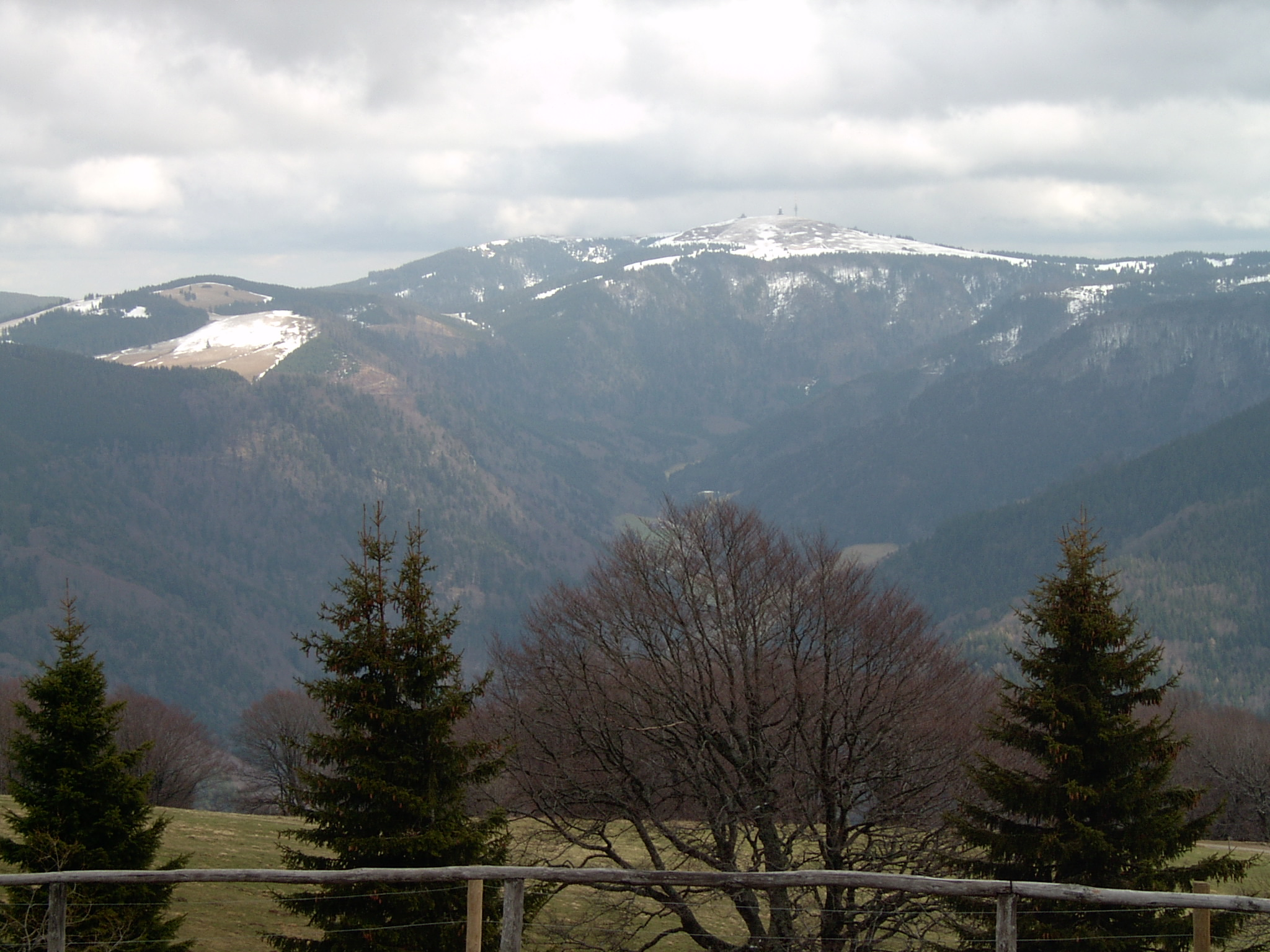
Feldberg